# Kaanu Olaniyi
Kaanu Nelson Olaniyi, né le 27 mars 1998 à Riddes (Suisse), est un basketteur suisse jouant pour le BC Boncourt depuis 2018.
Il est le frère de l'entrepreneur Yomi Denzel (en).

## Carrière de joueur
En 2013, Olaniyi quitte la Suisse pour la France, où il est formé au mouvement de jeunesse du club de première division ES Chalon. Cependant, il n'a pas fait le saut dans l'équipe de première division du club. À l'été 2017, il retourne en Suisse et rejoint l'équipe de la ligue nationale Union Neuchâtel Basket.
Pour l'année de match 2018/19, il se joint à la division nationale BC Boncourt. En janvier 2019, il se déchire un ligament croisé. 

### Équipe nationale
Kaanu Olaniyi participe au Championnat d'Europe B 2014 avec l'équipe nationale suisse. En 2017, il reçoit sa première sélection pour l'équipe nationale masculine séniore,.